# Bada che ti mangio!
Bada che ti mangio! è una rivista di Totò  e Michele Galdieri presentata in tutta Italia nella stagione 1949 - 50.

## Storia
La prima si ebbe al Teatro Nuovo di Milano, il 3 marzo 1949.
Lo spettacolo ebbe un grande successo di pubblico, alternando a fastosi quadri coreografici (molto in voga in quel periodo) lunghe scenette o monologhi di Totò; tra i tanti è da ricordare lo sketch del "Parrucchiere per signora", poi ripreso nel film per la televisione Il tuttofare del 1967, ideato appunto per questa rivista.
"Bada che ti mangio!" venne rappresentata in uno dei momenti di maggior successo e di maggior lavoro di Totò; basti pensare che nel periodo della rappresentazione, nel 1949-50, Totò interpretò ben 13 film, tra cui alcuni dei suoi più famosi di sempre (Totò le Mokò, L'imperatore di Capri, Napoli milionaria ed altri).
Dopo questa rivista tuttavia Totò decise di dedicarsi principalmente al cinema, concludendo di fatto il ciclo della "grande rivista" di Totò, con una pausa di sei anni, che verrà interrotta solo nel 1956 con A prescindere.

## Critica
(Orio Vergani, Corriere d'Informazione, Milano, 4-5 novembre 1949)